# Буш, Кейт
Кейт (урождённая Кэ́трин) Буш (англ. Kate [Catherine]; Bush; род. 30 июля 1958, Бекслихит, Кент, Англия, Великобритания) — британская певица, композитор и музыкант-мультиинструменталист, командор ордена Британской империи (2012). Работает на стыке поп-музыки и прогрессивного рока.

## Биография

### Детство и юность
Кэти Буш начала интересоваться музыкой в очень раннем возрасте и написала свою первую песню в одиннадцать лет. Согласно воспоминаниям старшего брата, научившись играть на фортепиано, она проводила за ним по 5—7 часов в день. К четырнадцати годам композиторское и исполнительское мастерство Кэти достигло уровня, позволявшего думать о серьёзной музыкальной карьере. В 1972—1973 годах она записала в домашних условиях несколько демокассет и попыталась через одного из друзей семьи предложить их звукозаписывающим компаниям. Однако все эти записи отличались очень низким качеством (как вспоминала позднее сама исполнительница, «на них просто было слышно, что какая-то девочка что-то поёт, аккомпанируя себе на пианино, но при этом нельзя было разобрать ни слов, ни мелодий»), и поначалу на них никто не обратил внимания.
В 1973 году одна из этих кассет попала в руки Дэвиду Гилмору из Pink Floyd, который счёл творчество юной исполнительницы достаточно интересным и предложил ей свою помощь в изготовлении более качественной записи. Сначала он предоставил в распоряжение Кэти магнитофон и микрофоны, а затем пригласил её в свою домашнюю студию, где они за день записали около десятка композиций. Часть этих записей в 1986 году планировались к выпуску на диске Kate Bush — The Early Years, однако весь пробный тираж был уничтожен по настоянию Кейт Буш.

### Начало профессиональной музыкальной карьеры (1975—1979)
Наконец, в 1975 году всё тот же Дэвид Гилмор организовал Кэти запись в профессиональной студии. Всего было записано три композиции: «The Man with the Child in His Eyes», «The Saxophone Song» и «Maybe» (первые две впоследствии вошли в альбом The Kick Inside). Эта демозапись понравилась руководству компании EMI, и Кэти предложили контракт, который был подписан в 1976 году. До окончания средней школы Кейт записала ещё несколько десятков демозаписей, (эти записи известны под собирательным названием The Cathy Demos). В 1977 году она также начала выступать с собственной группой KT Bush Band. Выступления проходили преимущественно в различных лондонских пабах.
В 1978 году увидел свет первый альбом Кейт Буш — The Kick Inside. Вошедшая в него композиция «Wuthering Heights» стала международным хитом, заняв первые места в хит-парадах Великобритании, Австралии и ряда других стран. Сам альбом добрался до третьего места в британском хит-параде. На волне успеха первого альбома был быстро записан и выпущен второй под названием Lionheart. За выходом этого альбома последовало европейское концертное турне The Tour of Life — первое и последнее в карьере Кейт Буш.

### Классический период (1980—1993)
Сразу после окончания турне Кейт Буш начала работу над следующим альбомом, в котором выступила не только в качестве автора и исполнительницы всех песен, но и в качестве одного из продюсеров. Выпущенный в 1980 году альбом Never for Ever стал одним из самых удачных в карьере певицы и занял первое место в британском хит-параде. Самым успешным синглом с этого альбома стала композиция «Babooshka», добравшаяся до пятого места в Великобритании и до второго в Австралии.
В 1982 году увидел свет The Dreaming, который многие критики до сих пор считают лучшим альбомом Кейт Буш. Однако с коммерческой точки зрения этот альбом получился не слишком успешным: хотя он и добрался до третьего места в хит-параде альбомов в Великобритании, но не принёс ни одного серьёзного хита.

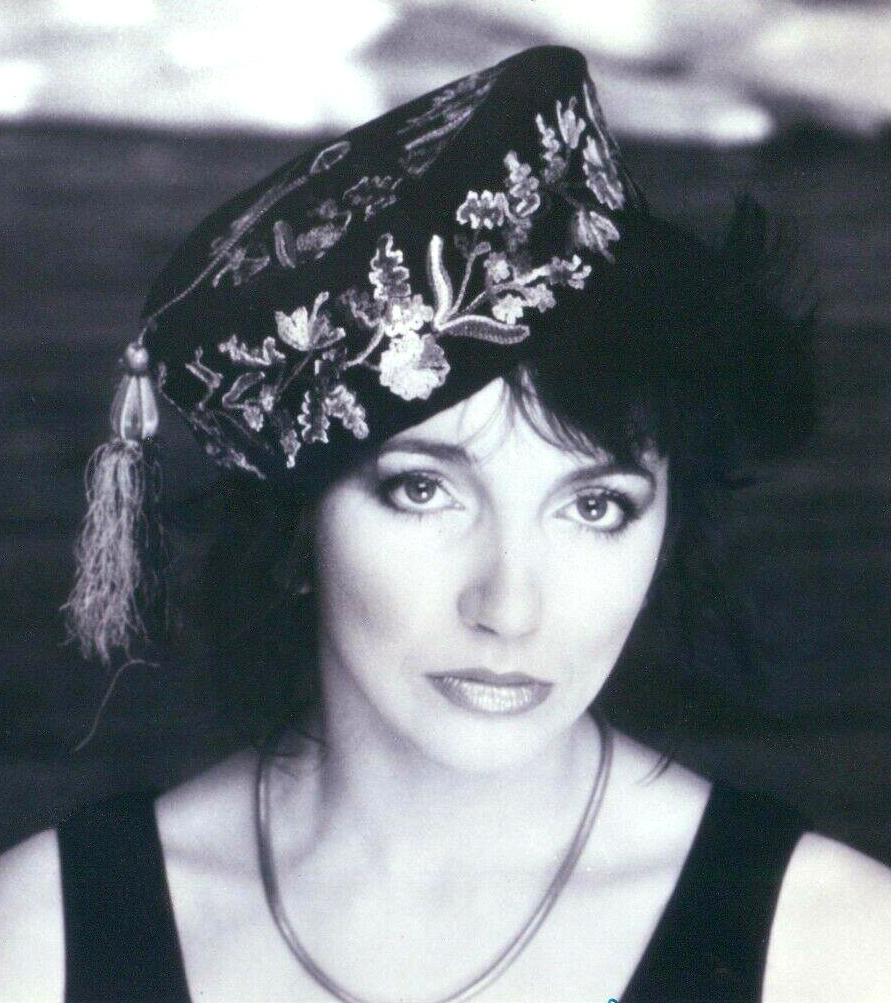
Фото для альбома Hounds of Love

Финансовые проблемы, связанные с выпуском The Dreaming, навели Кейт Буш на мысль о создании собственной студии, в которой она могла бы работать, не думая о стоимости студийного времени. Эта идея была реализована, и следующий свой альбом Hounds of Love Кейт Буш записывала именно в такой студии. В отличие от полностью концептуального предыдущего альбома, Hounds of Love удачно сочетал в себе коммерческие и концептуальные элементы. Первая сторона пластинки состояла из песен, ориентированных на успех в хит-парадах, а вторая включала в себя несколько композиций, связанных общей темой — переживаниями женщины, встречающей смерть в открытом море. Впрочем, идею о такой структуре альбома не вполне удалось реализовать, поскольку компания EMI сразу выпустила его на компакт-диске, а не на виниловом диске, как все предыдущие свои релизы. Песня с этого альбома «Running Up That Hill» (первоначально Буш хотела назвать её «A Deal with God» — «Сделка с Богом» — но звукозаписывающая компания воспротивилась этому, сочтя такое название слишком эпатажным) добралась до третьей строки в британском хит-параде и стала самым успешным синглом Кейт Буш в США, где она достигла тридцатого места в хит-параде журнала Billboard. Сам альбом также занял тридцатое место в США и первое место в Великобритании.
Вслед за Hounds of Love был выпущен сборник хитов The Whole Story (1986), также достигший первого места в хит-параде Великобритании, а 1989 году вышел альбом The Sensual World, который, несмотря на отсутствие больших хитов, почти повторил успех предыдущего номерного альбома (второе место в британском хит-параде, сорок третье и «золотой» статус в США).
В 1993 году Кейт Буш выпустила свой очередной альбом The Red Shoes. Материал для него записывался в расчёте на концертное исполнение, поэтому музыка и аранжировки на этом альбоме не отличаются изощрённостью, свойственной предыдущим работам исполнительницы. В период работы над альбомом в личной жизни Кейт Буш произошёл ряд перемен и печальных событий, включая смерть матери и расставание с любимым человеком, что также нашло отражение в её песнях, которые стали как никогда мрачными. Альбом получился вполне коммерчески успешным, и никто не мог предположить, что вслед за его выпуском последует период молчания, затянувшийся на долгие двенадцать лет.

### Период затворничества и возвращение к музыке
После выхода The Red Shoes Кейт Буш надолго отошла от музыкальной деятельности. Первое время в прессе активно циркулировали слухи о том, что она вот-вот вернётся с новыми работами, однако к концу 1990-х певица вообще полностью исчезла из поля зрения прессы и поклонников. В 1998 году она родила сына Альберта (вездесущей британской прессе удалось об этом узнать лишь два года спустя) и полностью посвятила себя семье. Как объясняет сама Кейт Буш, её отшельничество стало сознательной попыткой обеспечить своему ребёнку нормальное детство, не омрачённое излишним вниманием со стороны посторонних людей, неизбежным для детей всех знаменитостей.
В 2001 году Кейт Буш получила награду «Best Classic Songwriter», учреждённую журналом Q. В начале 2002 года она впервые за более чем десять лет выступила на сцене, исполнив композицию «Comfortably Numb» на концерте своего старого друга Дэвида Гилмора, куда она была приглашена в качестве специального гостя. В том же году Буш получила награду Британской академии композиторов за выдающийся вклад в британскую музыку.
Восьмой студийный альбом Кейт Буш Aerial увидел свет 7 ноября 2005 года. В его записи принял участие основатель Procol Harum Гэри Брукер, а накопленного за годы молчания материала хватило на два полновесных компакт-диска. Новый альбом был как обычно хорошо принят критикой и получился достаточно успешным в коммерческом плане (в Великобритании он получил «платиновый» статус уже через три недели после начала продаж), хотя ни сама певица, ни записывающая компания практически не занимались его продвижением (выпуску альбома предшествовал единственный сингл «King of the Mountain», добравшийся до четвёртого места в британском хит-параде).
16 мая 2011 года вышел в свет новый официальный сборник Кейт Буш Director’s Cut, содержащий переработанные и дополненные авторские («режиссёрские») версии избранных песен из альбомов The Sensual World (1989) и The Red Shoes (1993).
21 ноября 2011 года был выпущен десятый студийный альбом Кейт Буш — 50 Words for Snow.
На церемонии Brit Awards 2012 года Кейт Буш была номинирована в категории «Лучшая исполнительница», а альбом стал лучшим альбомом 2012 года на South Bank Arts Awards, а также был номинирован на премию Ivor Novello Awards.
Буш отклонила приглашение выступить на церемонии закрытия летних Олимпийских игр 2012 года в Лондоне. Вместо этого прозвучал новый вокальный ремикс её сингла 1985 года «Running Up That Hill». В 2013 году Буш стала единственной исполнительницей, чьи альбомы занимали первые пять мест в чартах Великобритании в течение пяти десятилетий подряд.
В 2023 году Кейт Буш вошла в Зал славы рок-н-ролла благодаря второй волне популярности своей песни «Running Up That Hill», годом ранее включённой в саундтрек четвёртого сезона сериала «Очень странные дела».
В 2022 году, после российского вторжения на Украину, Буш задумала снять мультфильм в поддержку детей, пострадавших от войн. Мультфильм вышел 25 октября 2024 года, он представляет собой историю маленькой землеройки, которая попадает под обстрел во время войны и ищет спасения. В мультфильме звучит сокращённая версия песни «Snowflake» с альбома 50 Words of Snow. Певица призвала всех, кому понравился мультфильм, сделать пожертвование благотворительной организации War Child.

### Работы в кино и на телевидении
Кейт Буш является страстной любительницей кино (многие её песни написаны под впечатлением от просмотренных фильмов) и всегда проявляла интерес к работе в этой сфере. Её первой работой для кино стала песня «The Magician», прозвучавшая в фильме «Люблинский штукарь» (англ. The Magician of Lublin), снятом по одноимённому роману Исаака Башевиса-Зингера. В 1985 году она записала свою версию классической бразильской песни «Aquarela do Brasil» («Brazil») для фильма Терри Гиллиама «Бразилия»; год спустя — песню «Be Kind To My Mistakes» для фильма «Потерпевшие кораблекрушение» известного британского оператора и режиссёра Николаса Роуга, причём Роуг предлагал ей исполнить в фильме главную роль. Песни Кейт Буш также звучали в фильмах «У неё будет ребёнок», «Плоть» и других.
В 1990 году Кейт дебютировала в кино в качестве актрисы, исполнив роль Невесты в короткометражном комедийном телевизионном фильме Les Dogs. В том же году она написала музыку для фильма «GLC: Бойня продолжается» (англ. GLC: The Carnage Continues), снятого теми же авторами.
В 1993 году Кейт Буш сняла собственный музыкальный фильм «Линия, крест и кривая», в котором выступила автором сценария, режиссёром и исполнительницей главной роли. В основу фильма были положены композиции из её альбома The Red Shoes, выпущенного в том же году.

## Факты
- Кейт Буш родилась в один день с Эмили Бронте — автором романа «Грозовой перевал» (англ. Wuthering Heights). Экранизация романа, увиденная Кейт в детстве, вдохновила её на сочинение одноимённой песни[25], впоследствии ставшей первым международным хитом Кейт. Детское имя Кэтрин Буш — Кэти (англ. Cathy[26]) — совпадает с именами обеих главных героинь «Грозового перевала».
- В песне Кейт Буш «Hello Earth» из альбома Hounds of Love дважды звучит фрагмент многоголосной грузинской народной песни «Цинцкаро». Один из известнейших исполнителей «Цинцкаро» в Грузии Гамлет Гонашвили погиб в год выпуска альбома (1985).
- В видеоклипе на песню Кейт Буш «Cloudbusting» из того же альбома, сочинённую по мотивам воспоминаний Питера Райха (сына знаменитого психоаналитика Вильгельма Райха), в роли Вильгельма Райха снялся актёр Дональд Сазерленд — исполнитель роли Казановы в одноимённом фильме Федерико Феллини. Роль Питера Райха исполнила сама Кейт Буш[27].
- В видеоклипе на песню Кейт Буш «Experiment IV» (1986) снялся актёр Хью Лори — исполнитель главных ролей в телевизионных сериалах «Дживс и Вустер» и «Доктор Хаус»[28].
- Песня Кейт Буш «Wow» звучит на вымышленном радио Emotion 98.3 FM в компьютерной игре Grand Theft Auto: Vice City[29].
- Кейт Буш — вегетарианка[30][31].
- Билеты на серию из 22 концертов певицы в 2014 году в Лондоне, поступившие в продажу в 9:30 утра в Лондоне (13:30 по московскому времени) в пятницу 28 марта 2014 года, разошлись в течение 15 минут после начала продаж. Всего в продажу поступило около 80 тысяч билетов[32][33].
- В 2022-м году благодаря успеху песни «Running Up That Hill», прозвучавшей в 4-м сезоне сериала «Очень странные дела», Кейт Буш вошла в Книгу рекордов Гиннесса сразу с тремя достижениями: 63-летняя Кейт Буш стала самой возрастной певицей, которая когда-либо возглавляла британский хит-парад (ранее это звание принадлежало Шер, которая в 1998 году в возрасте 52 лет заняла первое место с хитом «Believe»); она установила рекорд по самому длительному «пути» до вершины, который составил почти 37 лет (песня «Running Up That Hill» вышла в 1985 году и тогда дошла лишь до третьей строчки хит-парада) — официальный релиз сингла состоялся 5 августа 1985 года, а первое место композиция заняла 17 июня 2022 года; ранее Кейт Буш возглавляла британский чарт лишь однажды в 1978 году с дебютным синглом «Wuthering Heights» — разрыв между «покорениями вершины» составил целых 44 года[34].

## Дискография

### Студийные альбомы
- 1978 — The Kick Inside
- 1978 — Lionheart
- 1980 — Never for Ever
- 1982 — The Dreaming
- 1985 — Hounds of Love
- 1989 — The Sensual World
- 1993 — The Red Shoes
- 2005 — Aerial
- 2011 — Director’s Cut[англ.] — перемикшированные авторские версии песен из альбомов The Sensual World и The Red Shoes
- 2011 — 50 Words for Snow

### Концертные альбомы
- 2016 — Before the Dawn[англ.] (3CD)

### Сборники
- 1978 — Kate Bush Radio Special — материал с двух первых синглов и интервью Кейт Буш
- 1986 — The Whole Story — сборник хитов
- 2019 — The Other Sides (4CD) — сборник 12-дюймовых миксов, ремиксов, би-сайдов и кавер-версий в составе бокс-сета Remastered Part II

### Бокс-сеты
- 1984 — The Single File[англ.] — коллекционный сборник синглов
- 1990 — This Woman’s Work: Anthology 1978–1990[англ.] — бокс-сет из шести студийных альбомов и двух дисков с редкими записями
- 1994 — Live at Hammersmith Odeon[англ.] (запись 1979 года)
- 2018 — Remastered Part I (7CD) — коллекция перемикшированных авторских версий студийных альбомов 1978—1993 годов
- 2018—2019 — Remastered Part II (4/8CD) — коллекция перемикшированных авторских версий студийных альбомов 2005—2011 годов и сборник The Other Sides

### Мини-альбомы
- 1978 — 4 Sucessos (в двух частях) — только в Бразилии
- 1979 — On Stage[англ.]
- 1983 — Kate Bush[англ.] — только в США и Канаде
- 1990 — Aspects of the Sensual World[англ.]
- 1993 — Eat the Music[англ.]

### Синглы
- 1978 — «Wuthering Heights»
- 1978 — «The Man with the Child in His Eyes»
- 1978 — «Them Heavy People»
- 1978 — «Hammer Horror»
- 1979 — «Wow»
- 1979 — «Symphony in Blue» — только в Японии
- 1980 — «Breathing»
- 1980 — «Babooshka»
- 1980 — «Army Dreamers»
- 1980 — «December Will Be Magic Again» — рождественская композиция, не вошедшая ни в один альбом
- 1982 — «Sat in Your Lap»
- 1982 — «The Dreaming»
- 1982 — «There Goes a Tenner»
- 1982 — «Suspended in Gaffa»
- 1983 — «Night of the Swallow» — только в Ирландии
- 1985 — «Running Up That Hill»
- 1985 — «Cloudbusting»
- 1986 — «Hounds of Love»
- 1986 — «The Big Sky»
- 1986 — «Experiment IV»
- 1989 — «The Sensual World»
- 1989 — «This Woman’s Work»
- 1990 — «Love and Anger»
- 1991 — «Rocket Man» — из альбома-посвящения Элтону Джону Two Rooms
- 1993 — «Rubberband Girl»
- 1993 — «Eat the Music»
- 1993 — «Moments of Pleasure»
- 1993 — «The Red Shoes»
- 1994 — «And So Is Love»
- 1994 — «The Man I Love» — из альбома-посвящения Джорджу Гершвину The Glory of Gershwin
- 2005 — «King of the Mountain»
- 2011 — «Wild Man»
- 2012 — «Running Up That Hill» (ремикс)
- 2016 — «And Dream of Sheep» (концертный)

### О Кейт Буш
Биографии
- Kerton P. Kate Bush : An illustrated Biography. — London ; New York : Proteus Pub., 1980. — 111 p. : portr. — ISBN 978-0906071229.
- Vermorel F., Vermorel J. Kate Bush : Biography. — Target Books, 1980. — 32 p. : ill., portr. — Alt. title: Princess of Suburbia.
- Vermorel F. The Secret History of Kate Bush : (& the Strange Art of Pop). — Omnibus Press, 1983. — 96 p. : ill., portr. — ISBN 978-0711901520.
- Cann K., Mayes S. Kate Bush : A Visual Documentary. — Omnibus Press & Schirmer Trade Books, 1988. — 96 p. : ill., portr. — ISBN 978-0711910393.
- Juby K. Kate Bush : The Whole Story. — Sidgwick & Jackson Ltd., 1988. — 192 p. : portr. — ISBN 978-0283997211.
- (it) Tessarin M. Kate Bush : I segugi dell’ amore. — MEF Firenze Atheneum, 2004. — 208 p. : ill. — (Collezione Mercator). — ISBN 978-8872552254.
- Jovanovic R.[англ.]. Kate Bush : The Biography. — Portrait, 2005. — 240 p. : ill. — ISBN 978-0749950491.
  - [Ditto]. — Revised & Updated Ed. — Portrait, 2006. — 243 p. : ill. — ISBN 978-0749951146.
  - [Ditto]. — [Kindle Ed.]. — London : Piatkus, 2015. — 256 p. : ill. — ISBN 978-0349411255.
- Thomson G. Under the Ivy : The Life & Music of Kate Bush. — Omnibus Press, 2010. — 384 p. — ISBN 978-1847729309.
  - [Ditto]. — Revised & Updated Ed. — Omnibus Press, 2014. — ISBN 978-1783058235.
  - [Ditto]. — Updated Ed. — Omnibus Press, 2015. — 432 p. — ISBN 978-1783056996.
- (fr) Delâge F. Kate Bush : Le Temps Du Rêve. — Le mot et le reste, 2017. — 216 p. — ISBN 978-2360542383.

Фотоальбомы
- Bush J. C. Cathy. — Kindlight, 1986.
  - [Ditto]. — Sphere, 2014. — 144 p. : ill., portr. — ISBN 978-0751559897.
- Kate Bush : A Lioness at Heart / photographs by Gered Mankowitz[англ.], text by Carmel Whelton. — London : UFO Music, 1992. — ISBN 1873884-06-0.
- Kate Bush : Never Forever / photograhs by L.F.I., text by Carmel Whelton. — London : UFO Music, 1992. — ISBN 1-873-884-98-7.
  - [Ditto]. — 1992. — ISBN 978-1873884089.
- Mankowitz G. WOW! : Kate Bush. — Snap Galleries Ltd., 2014. — 96 p. : ill., portr.
- Bush J. C. Kate : Inside the Rainbow. — Sphere, 2015. — 288 p. : ill., portr. — ISBN 978-0751559903.
- Harari G. The Kate Inside. — Wall of Sound Gallery, 2016. — 240 p. : ill., portr. — ISBN 978-8894013047.
- Browne M. Three Nights in Hammersmith : Kate Bush onstage in 1979. — [Independently published], 2021. — 104 p. : ill., portr. — ISBN 978-1-8384456-0-7.

Дискографии, каталоги, обзоры
- Godwin R. The Illustrated Collector’s Guide to Kate Bush. — Collector’s Guide Publishing, 1991.
  - [Ditto]. — 2nd Ed. — Collector’s Guide Publishing, 2005. — 104 p. : ill. — ISBN 978-1894959452.
- Powers R. [Kate Bushe’s] The Dreaming. — Continuum, 2010. — (33 ⅓). — ISBN 978-0826428820.
- Homeground : The Kate Bush Magazine. Anthology One : ‘Wuthering Heights’ to ‘The Sensual World’ / ed. by Krystyna Fitzgerald-Morris, Peter Fitzgerald-Morris, Dave Cross. — Crescent Moon Publishing, 2014. — 648 p. : ill., portr. — ISBN 978-1861714794.
- Homeground : The Kate Bush Magazine. Anthology Two : ‘The Red Shoes’ to ‘50 Words for Snow’ / ed. by Krystyna Fitzgerald-Morris, Peter Fitzgerald-Morris, Dave Cross. — Crescent Moon Publishing, 2014. — 568 p. : ill., portr. — ISBN 978-1861714824.
- Classic Pop[англ.] Presents : Kate Bush : 40th Anniversary Edition. — 2018. — 132 p. : ill., portr.
- Tracing Limelight. Hounds of Love (The EMI Remaster). — [Independently published], 2018. — (Not 33 ⅓). — ISBN 978-1724118103.
- Thomas B. Kate Bush : Every Album, Every Song. — Sonicbond Publishing, 2021. — 176 p. : ill. — (On Track…). — ISBN 978-1789520972.
- Shenton L. Kate Bush : The Dreaming. — Wymer Publishing, 2021. — 112 p. — (In-depth). — ISBN 978-1912782703.
- Shenton L. Kate Bush : The Kick Inside. — Wymer Publishing, 2021. — 176 p. — (In-depth). — ISBN 978-1912782598.
- Van Der Kiste J. Kate Bush : Song by Song. — Fonthill Media, 2021. — 164 p. — ISBN 978-1781558249.

Культурологические исследования
- Moy R. Kate Bush and Hounds of Love. — Ashgate, 2007. — 158 p. — (Ashgate Popular and Folk Music Series). — ISBN 978-0754657910.
  - [Ditto]. — [Kindle Ed.] — Ashgate, 2013. — 162 p. — (Popular and Folk Music Series).
- Withers D. M. Adventures in Kate Bush and Theory. — HammerOn Press, 2010. — 190 p. — ISBN 978-0956450708.

Другое
- Mendelssohn J.[англ.]. Waiting for Kate Bush. — Omnibus Press, 2004. — 240 p. — ISBN 978-1844494897.
- The First Time I Heard Kate Bush : Musicians and Writers Tell Their Stories / compiled & ed. by Scott Heim. — Rosecliff Press, 2004. — 127 p. — (The First Time I Heard). — ISBN 978-0-9855850-4-4.
- Ali R. My Life with Kate Bush, or How to Survive the 1980s as a Teenage Asian Hippy in Wales. — lulu.com, 2015. — 250 p. — ISBN 978-1326321611.
- Jopling R. The Ninth Wave : A Literary Adaptation of Kate Bush’s Concept. — [Independently published], 2017. — 119 p. — ISBN 978-1521585856.
  - [Ditto]. — [Kindle Ed.] — [Independently published], 2017. — 56 p.
- Reich P. A Book of Dreams : The Book That Inspired Kate Bush’s Hit Song ‘Cloudbusting’. — 2nd ed. — John Blake Publishing Ltd., 2019. — 224 p. : ill., portr. — ISBN 978-1786069627.